# Hiperdulía

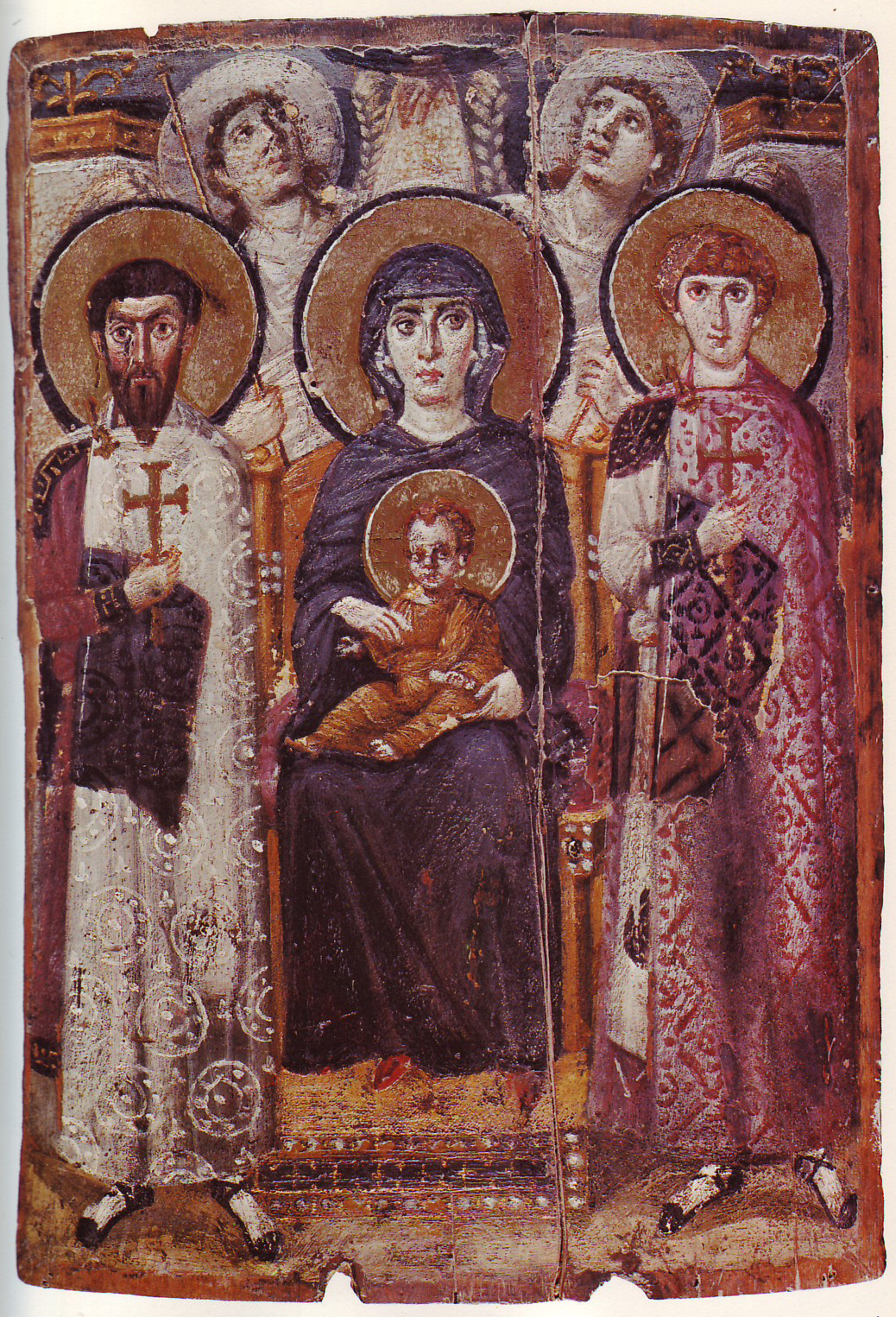
María con Jesús en brazos, entronizada entre San Teodoro de Amasea y San Jorge, y custodiada por dos ángeles. Icono encáustico de fines del, que pone en evidencia la veneración a María por sobre otros santos. El icono se ubica en el monasterio de Santa Catalina del Monte Sinaí.

En el catolicismo, el término hiperdulía designa el culto que se rinde a la Virgen María.

## Dulía e hiperdulía
La veneración de hiperdulía se diferencia del de dulía, que en el catolicismo refiere a la veneración a los santos en general por lo que tienen de Dios, es decir, por la gracia de Dios presente en ellos. En efecto, el culto a los santos y por extensión, la veneración que se profesa hacia objetos o bienes materiales que pertenecieron a ellos (restos óseos, cabellos, vestimenta, utensilio de uso personal, etc.) no termina en ellos, sino en Dios mismo.
En el catolicismo, La Virgen María, madre de Jesús recibe la veneración de hiperdulía —que significa «más que de simple dulía»— en razón de su excelencia sobre los demás santos.

## Etimología
De dos etimologías griegas:
Hiper: prefijo derivado del griego ύπέρ, puede connotar un sentido de más allá de, sobre, encima de.

Por ejemplo en las palabras "hipérbole" —exageración— o "hipérbaton" —transposición, pasar por encima—. Denota una cantidad o grado superior al normal o grado excesivo. Según la Real Academia Española, el prefijo hiper significa "superioridad o exceso".
Doulos: palabra griega δουλoυσ derivativa del significado de siervo, esclavo, brinda un sentido de esclavitud, encadenado a. 

Para "douleia", de donde deriva "dulía", significa hacerse esclavo de, dispuesto a esclavizarse.
En suma, hiperdulía podría ser interpretado como: hacerse esclavo en forma máxima de… También podría traducirse como la mayor predisposición a la servidumbre o máxima disposición a la sumisión, puesto que María, al ser visitada por el arcángel Gabriel para anunciarle su embarazo, respondió: "Hágase en mí según Su palabra", esto es, la completa aceptación de la voluntad divina. El término hiperdulía sería el equivalente, en el cristianismo, a la acepción de la palabra islam para los musulmanes, esto es, sometimiento pacífico y sin reservas a la voluntad de Alá.

## Uso en la doctrina católica
La constitución dogmática Lumen gentium distingue: "Este culto […] aunque del todo singular, es esencialmente diferente del culto de adoración que se da al Verbo encarnado, lo mismo que al Padre y al Espíritu Santo [considerados en el cristianismo los tres como personificaciones o prosopones del Uno y Único Dios, es decir la Santísima Trinidad], pero lo favorece muy poderosamente" (LG 66). Este mismo texto es recogido por el Catecismo católico (cf. n. 971).
En el culto de la Virgen María, el grado de veneración es mayor que los demás santos, pero menor a la que se considera de adoración. En la religión católica y en muchas otras de sus variantes, se la considera como la madre del Salvador Jesús hijo de Dios, siendo que el hijo de Dios es santo, por lo tanto la madre también adquiere la santidad. Se aúna el escrito de que fue escogida para llevar en su vientre al Mesías, según la tradición cristiana.
La veneración a la Virgen María, al igual que la Veneración de santos, es criticada por algunos grupos cristianos que confunden la hiperdulía con la adoración a Dios, basándose en que ningún pasaje de las escrituras hebreas y griegas describen algún tipo de veneración a la Virgen María. 
La primera representación de la Virgen María data del siglo II en la zona más antigua (segundo piso) de las Catacumbas de Priscila en Roma. Por la densidad de enterramientos en la zona, se dedujo que hubo culto en aquella área de la catacumba. En ella se representa a María junto al profeta Balaam, profeta pagano que profetizó a Israel (Libro de los Números, 22-24), durante su travesía en el desierto, el nacimiento de una estrella del linaje de Jacob, y alabó la belleza de las tiendas de Israel. Esta evocación de la Tienda de la Reunión que contenía la Shekhiná (Presencia de Dios) fue aplicada a Cristo y a su Madre.